# San José de Los Llanos
San José de Los Llanos (powszechnie znany jako Los Llanos) – miasto w południowo-wschodniej części Dominikany, 45 km na północny wschód od San Pedro de Macorís. Ludność: 22,5 tys. (2012). Składa się z dwóch dzielnic: Gautier i El Puerto.
San José de los Llanos, założony w XVII wieku na lewym brzegu rzeki Caganche Tosa. Prawa miejskie otrzymał w dniu 19 marca 1779 roku. W roku 1800 została wybudowana cukrownia. Miasto położone jest przy drodze nr 78.